# Targhe d'immatricolazione della Bielorussia

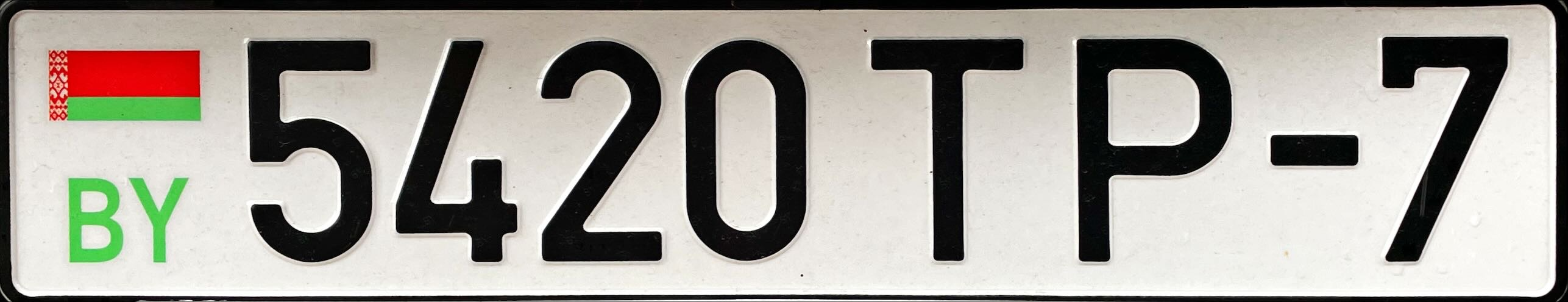
Targa bielorussa di un autoveicolo privato del tipo introdotto il 1º luglio 2020 (lettere BY verdi)

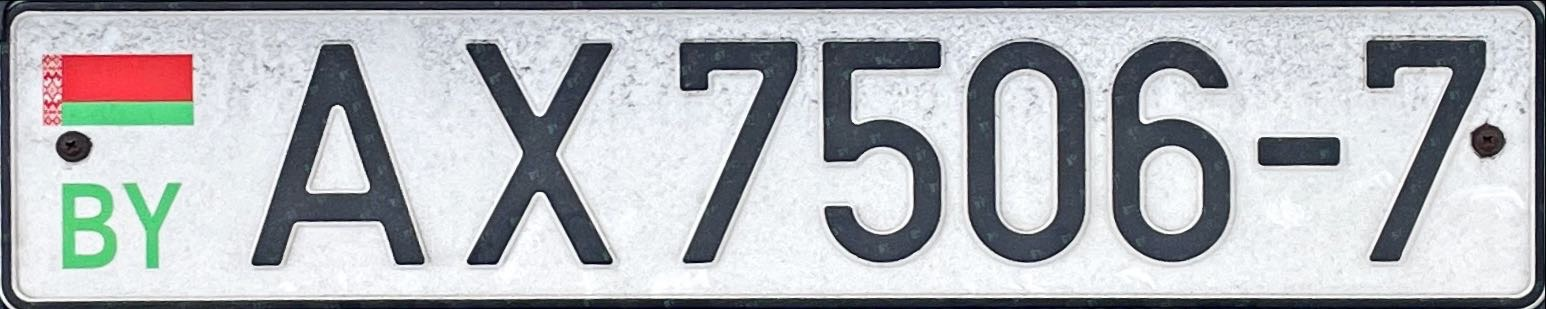
Targa su un'unica linea di un veicolo commerciale

Le targhe d'immatricolazione della Bielorussia vengono utilizzate per identificare i veicoli immatricolati nel Paese dell'Europa Orientale.

## Sistema in uso

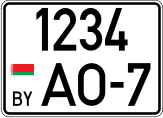
Formato su doppia linea per autoveicoli privati

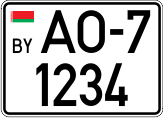
Modello di targa su due linee per veicoli commerciali

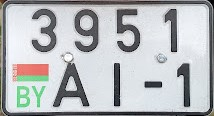
Targa di un motociclo

Le attuali targhe standard presentano scritte nere su fondo bianco. I caratteri usati sono quelli comuni all'alfabeto cirillico e all'alfabeto latino: A, B, C, E, H, I, K, M, O, P, T e X. 
Generalmente sulla sinistra si trovano in alto la bandiera bielorussa e in basso la sigla internazionale BY (che sta per Byelarus in inglese) di colore verde dal 1º luglio 2020, nero fino al 30 giugno dell'anno suddetto; è tuttavia in aumento il numero di targhe che, in segno di protesta contro il presidente della repubblica Lukašėnka, presentano la vecchia bandiera della Repubblica Popolare Bielorussa sostituita nel giugno 1995 da quella attualmente in uso; in alcuni veicoli le lettere BY sono coperte dallo stemma della Pogonia. 
Da maggio del 2004 le targhe su un'unica linea (520 × 110 mm) per autoveicoli privati sono composte da un numero di quattro cifre, due lettere, un trattino e una cifra singola che rappresenta la regione; nei veicoli commerciali, inclusi i rimorchi e i semirimorchi, le due lettere precedono la numerazione. Nelle targhe su doppia linea (280 × 200 mm) la seconda lettera seriale è sempre una O, es.: AO, BO ecc.; le quattro cifre negli autoveicoli privati occupano la riga superiore, in quelli commerciali la riga inferiore. La serie avanza in progressione da 0001 AA, anche se quella terminante con MI-7 è riservata alle vetture di autorità e funzionari governativi. 
I motocicli e gli altri motoveicoli quali scooter e sidecar hanno targhe di dimensioni 240 × 135 mm, con le quattro cifre che sormontano le due lettere, il trattino e il numero della regione. 

### Targhe personalizzate

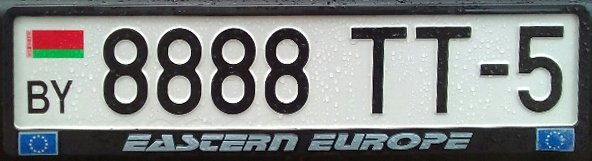
Targa personalizzata

Previo pagamento di una sovrattassa, sono disponibili targhe personalizzate consistenti in numerazioni basse o combinazioni alfanumeriche singolari, che possono essere distribuite su unica o doppia linea; anch'esse però devono riportare a destra la cifra identificativa della regione. 

### Serie standard per rimorchi

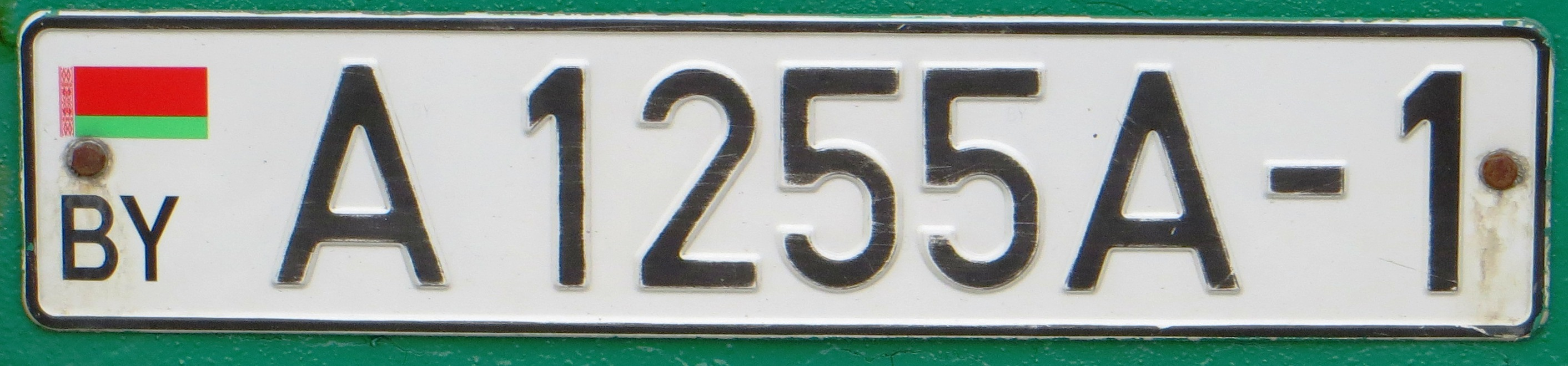
Targa su una linea di un rimorchio

La serie delle targhe dei rimorchi su un'unica linea, la più diffusa per questi veicoli, consiste in una lettera, un numero di quattro cifre e una seconda lettera che precede trattino e cifra associata alla regione.

### Macchine agricole e da costruzione

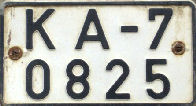
Esempio di formato utilizzato per macchine agricole o da costruzione a Minsk città

Le targhe dei veicoli agricoli (compresi i loro rimorchi) e delle macchine edili sono su doppia linea, prive della bandiera nazionale e della sigla "BY" a sinistra, con scritte nere su fondo bianco riflettente. Sulla riga superiore sono posizionate due lettere che identificavano la regione o città secondo il sistema utilizzato dal 1992 al 2004 (vd. infra), seguite da un trattino e dall'attuale codice numerico indicante l'area di immatricolazione; sulla riga inferiore si trova la numerazione progressiva a quattro cifre. 
Sono documentate targhe che recano come prima lettera una I non corrispondente ad alcuna regione o città; dal momento che le combinazioni da "IA" a "IT" ("IO" non è emessa) sono associate a tutti i codici numerici da 1 a 7, si deduce che esse vengano emesse nell'intero territorio nazionale con il sistema di registrazione in uso dal 2004.

### Ciclomotori
Anche i targhini dei ciclomotori, che misurano 130 × 80 mm e si presume vengano emessi da compagnie assicurative, sono sprovvisti della bandiera nazionale e delle lettere "BY" a sinistra. Il blocco alfanumerico consiste in due numeri di due cifre separati da un trattino che sormontano due lettere dell'alfabeto cirillico identificative dell'area di immatricolazione secondo il sistema sovietico (i codici della serie più recente erano stati introdotti nel 1989); esse sono anteposte a una terza lettera seriale.

### Veicoli elettrici

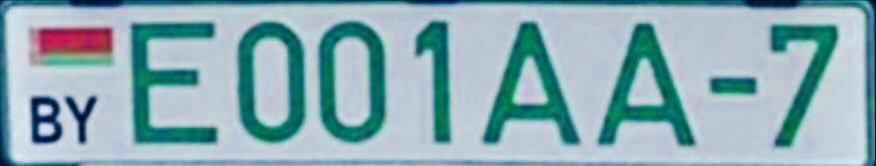
Targa (su un'unica linea) di un autoveicolo elettrico privato immatricolato a Minsk

Per effetto della nuova norma n.70 del 12 dicembre 2019, approvata con delibera del Comitato di Stato per la standardizzazione della Repubblica di Bielorussia, i veicoli elettrici o azionati da un motore elettrico dal 1º luglio 2020 utilizzano targhe con bordo e caratteri verdi su fondo bianco. La serie è simile a quella standard: nei veicoli privati inizia con la lettera E seguita da un numero a tre cifre, due lettere seriali, un trattino e la cifra identificativa della regione; nei veicoli commerciali la "E" è preceduta da due lettere sequenziali e seguita da tre cifre, un trattino e il codice numerico della regione. La sigla internazionale "BY" in basso a sinistra è rimasta nera nonostante il cambiamento apportato nel 2020 alle targhe standard.

### Targhe di transito

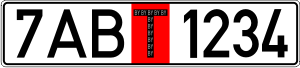
Targa di transito del tipo 2004–2010

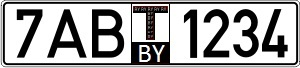
Design in uso dal 2010 al 2016

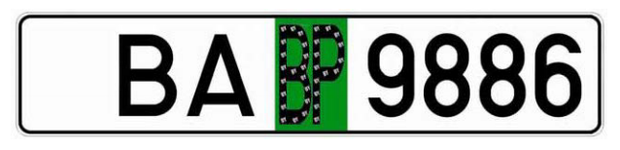
Grafica utilizzata dal 2016

A partire da maggio del 2004 le targhe di transito, di cartone pressato, recavano una banda rossa verticale tra le due lettere e le quattro cifre sulla quale era impressa, come nel formato precedente introdotto nel 2000, una T (iniziale di транзiт, in bielorusso "transito") di colore nero con all'interno undici lettere BY bianche. 
Dalla metà del 2010 il cartone divenne laminato; la banda non era più rossa ma bianca e la "T" nera, pur mantenendo al suo interno le lettere BY ripetute undici volte, aveva il braccio verticale più corto, sotto il quale la sigla internazionale "BY" bianca, di dimensioni ridotte, era scritta dentro un rettangolo nero. 
Il 14 febbraio 2016 è stato introdotto un nuovo modello di targa provvisoria valida 10 giorni: esso è sprovvisto del codice numerico della regione e reca al centro, tra due lettere seriali e un numero progressivo di quattro cifre, una banda verde che contiene le lettere nere BP, iniziali di Bременная Pегистрация (che in russo stanno per "Registrazione Temporanea"), con all'interno rispettivamente diciannove e quattordici punti bianchi.

## Codici numerici identificativi delle aree di immatricolazione
| Cifra | Area di immatricolazione                  |
| ----- | ----------------------------------------- |
| 1     | Regione di Brėst (Брэсцкая вобласць)      |
| 2     | Regione di Vicebsk (Віцебская вобласць)   |
| 3     | Regione di Homel' (Гомельская вобласць)   |
| 4     | Regione di Hrodna (Гродзенская вобласць)  |
| 5     | Regione di Minsk (Мiнская вобласць)       |
| 6     | Regione di Mahilëŭ (Магілёўская вобласць) |
| 7     | Minsk città (горад Мiнск)                 |

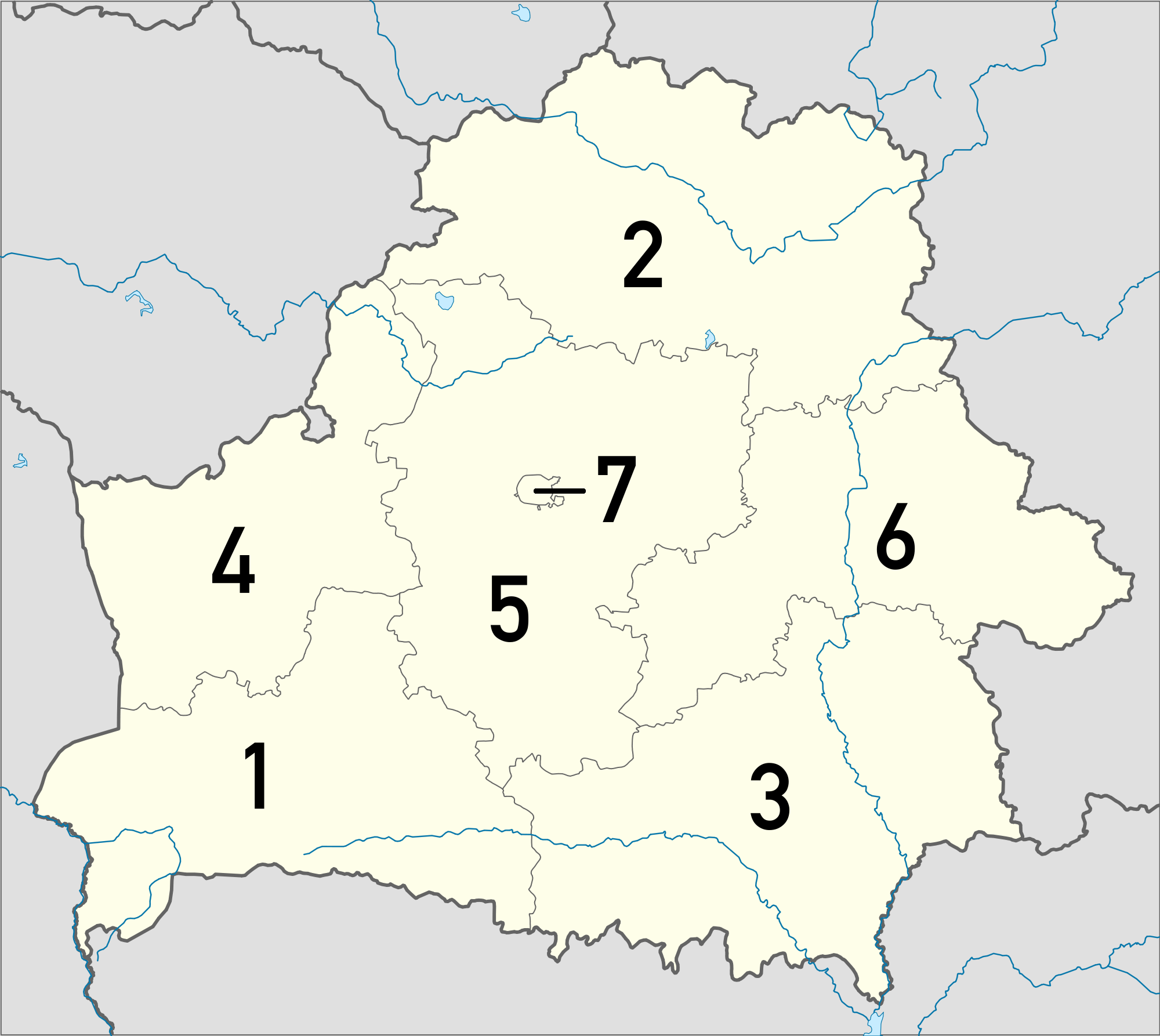
Carta con le regioni della Bielorussia e i rispettivi codici numerici presenti nelle targhe d'immatricolazione

Il numero 8 è riservato ai veicoli nuovi in consegna della società MAZ (Minskij Avtomobil'nyj Zavod).

## Targhe della Polizia e ministeriali

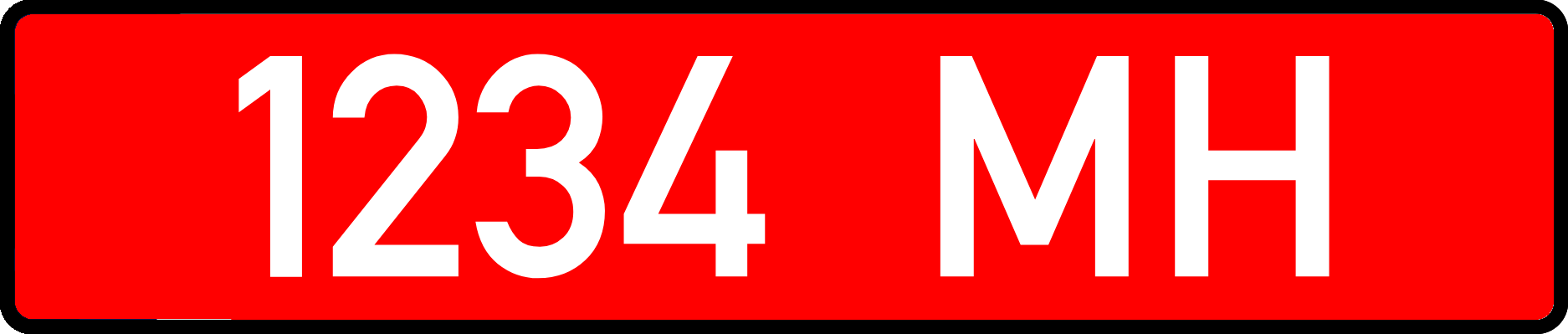
Facsimile di targa di un veicolo della Polizia di Minsk città

Le targhe d'immatricolazione diplomatiche e della Polizia sono rosse, quelli degli automezzi in dotazione all'Esercito, dipendenti dal Ministero della Difesa, sono invece bianche con testo nero (erano nere con scritte bianche nel sistema precedente) come quelle normali e dal 2007 si contraddistinguono per la cifra 0 a destra al posto di quella identificativa della regione.
Nei veicoli della Polizia l'area di immatricolazione è indicata, anziché da una cifra, da due lettere dell'alfabeto cirillico.

### Sigle identificative della Polizia regionale
- БН - Polizia della regione di Brėst (Брэсцкая вoбласць)
- BT - Polizia della regione di Vicebsk (Bіцебcкая вoбласць)
- ГK - Polizia della regione di Hrodna (Гродзенская вобласць)
- ГC - Polizia della regione di Homel' (Гoмeльcкая вoбласць)

- MГ - Polizia della regione di Mahilëŭ (Mагілёўcкая вoбласць)
- MH, MM, MИ, MЖ - Polizia di Minsk città (гopад Miнcк)
- MO, MЛ, MБ - Polizia della regione di Minsk (Miнcкая вoбласць)

### Ministero della Difesa, Truppe Interne e di Frontiera

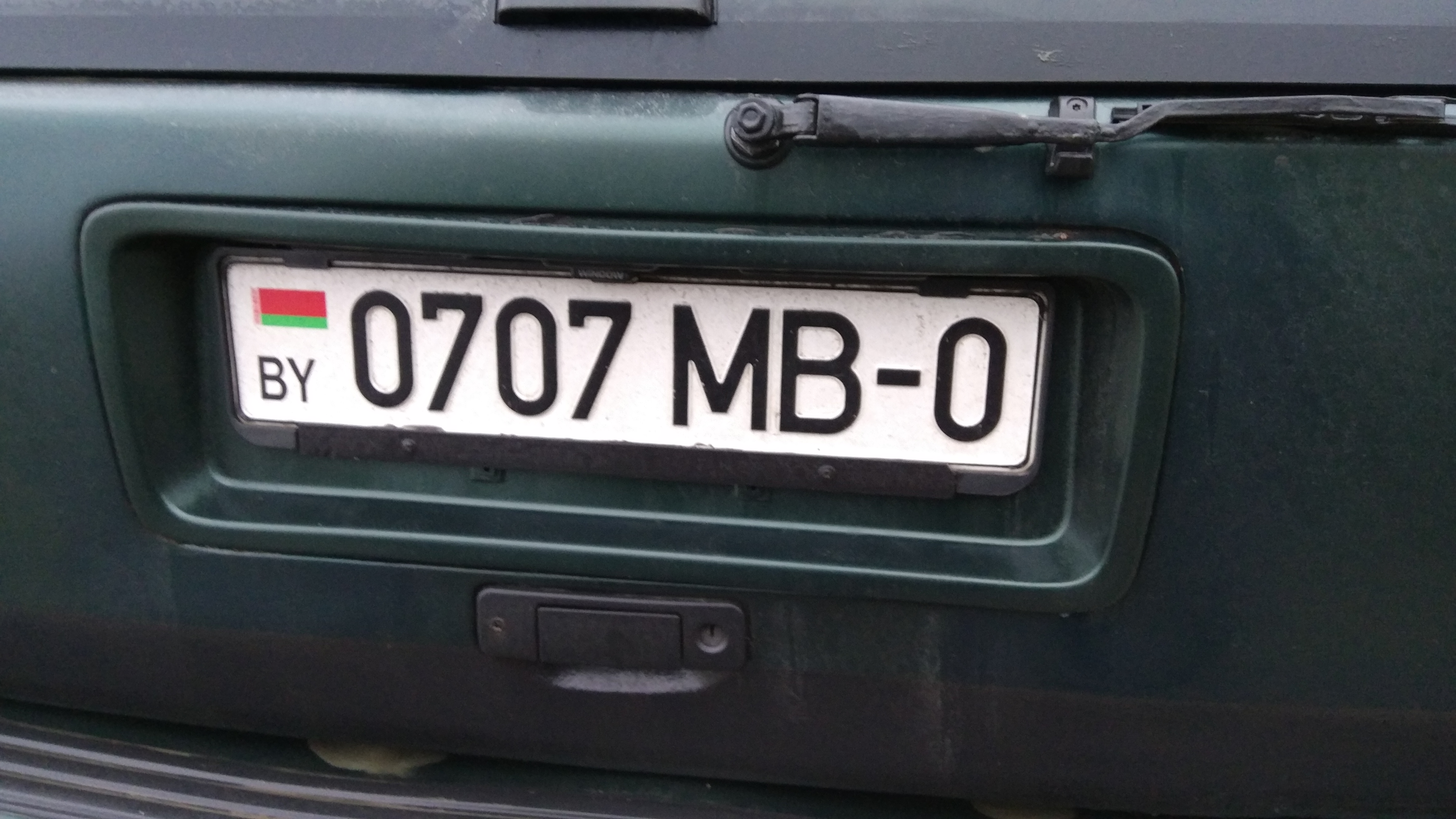
Targa posteriore di una vettura privata del Ministero della Difesa

I veicoli di proprietà statale del Ministero della Difesa nonché delle Truppe Interne e del Comitato di Frontiera nazionale presentano tutti uno 0 dopo la numerazione a quattro cifre, es.: MA 0123-0. I veicoli privati del ministero e dei Corpi sopra specificati hanno lo zero dopo le due lettere, es.: 0123 MA-0. Per i rimorchi militari il blocco alfanumerico è del tipo: M 0123A-0.
- BB - Truppe Interne (Bнутрeннee Boйcкa, dal 2009)
- MA, MB, ME, MK, MH, MO, KE, ПC - Ministero della Difesa (Mіністэрства Aбарoны)
- MP - Polizia Militare (Military Police)
- PC - Truppe di Frontiera (Памежныя Вoйскі)

## Sistema e formati utilizzati dal 1992 al 2004

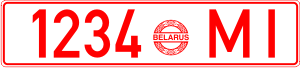
Modello di targa di Minsk città (1996–2000) con sigillo "BELARUS"

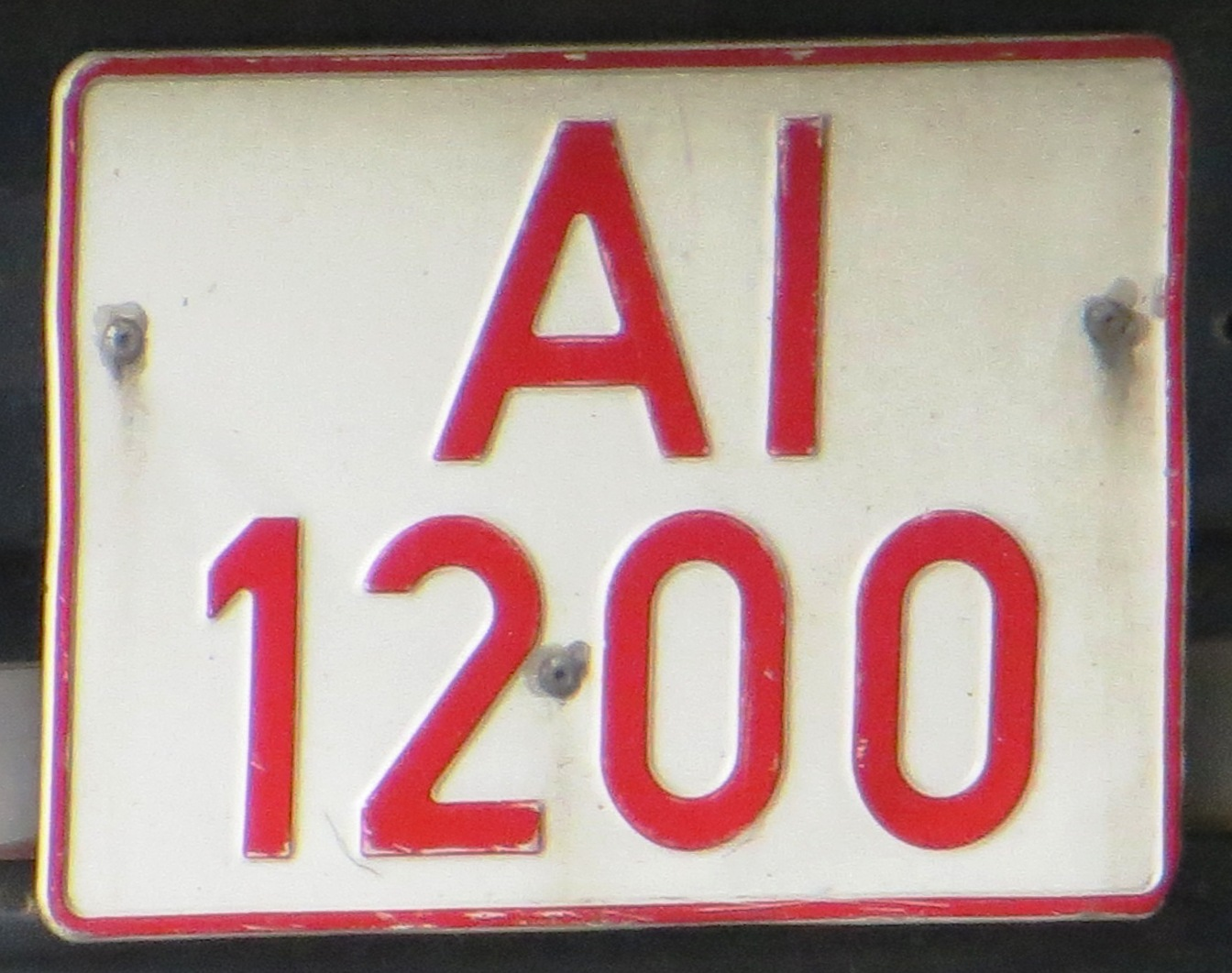
Formato su doppia linea

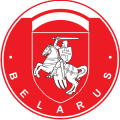
Lo stemma della Pahonia (1992–1996)

Dal 1º luglio 1992 a maggio del 2004 i numeri e il bordo delle targhe ordinarie erano rossi. Quattro cifre erano anteposte ad uno stemma rotondo e a due (fino al 29 febbraio 2000) o tre (dal 1º marzo 2000 a fine aprile del 2004) lettere indicanti la regione.
Dal 1992 a tutto il 1995 tra le cifre e le lettere era posizionato lo stemma nazionale della Pahonia, peraltro non presente nelle targhe speciali né in quelle su doppia linea dei veicoli commerciali. Nel 1996 l'emblema venne sostituito da un sigillo nel quale era impressa, al centro e in orizzontale, la scritta "BELARUS" di colore rosso.
In Bielorussia sono ancora valide le targhe dell'Unione Sovietica, apposte su autoveicoli e motoveicoli immatricolati tra il 1980 e il 30 giugno 1992.
Le zone di immatricolazione corrispondenti alle sigle delle targhe rosse emesse fino al 30 aprile 2004 sono le seguenti (x = lettera variabile):
| Area di immatricolazione | Sigle 1992–2000            | Sigle 2000–2004                       |
| ------------------------ | -------------------------- | ------------------------------------- |
| Regione di Brėst         | Ax, IA, IB, IC, IE, IH, II | AAA-T, 0001–2000 AAX, ABA-B           |
| Regione di Vicebsk       | Bx, IK, IM, IO, IT, IX     | BAA-O                                 |
| Regione di Homel'        | Ex, Hx                     | EAA-I, 4501–9999 EAK                  |
| Regione di Hrodna        | Cx, XA, XB, XC, XE, XH, XI | CAA-CBB, CBI                          |
| Regione di Minsk         | Ox, Px                     | OAA-X, OEA                            |
| Regione di Mahilëŭ       | Tx, XM, XO, XP, XT, XX     | TAA-K, TAO                            |
| Minsk città              | Mx, Kx, HK, IP, PI, PH, XK | MAA-MBH, 2001–9999 AAX, 0001–4500 EAK |

Fino al 2000 alle targhe dei veicoli governativi era assegnata la serie 0100–0399 MI.

### Targhe di transito

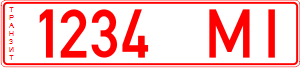
Un esempio del formato 1995–1996

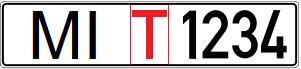
Targa di transito del tipo introdotto nel 1996 e cessato nel marzo 2000

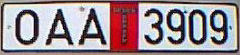
Formato emesso da marzo 2000 a maggio 2004 (Oxx = regione di Minsk)

Le prime targhe temporanee di transito, emesse dal 1992,  erano di cartone e avevano il formato sovietico, con lettere e cifre nere su cartone bianco; la scritta TPAHЗИT (in russo "transito") a caratteri ridotti sormontava tre lettere (le prime due identificative della regione) che a loro volta erano impresse sopra due coppie di cifre separate da un trattino e di dimensioni più grandi delle lettere. 
Nel 1995 il bordo e i caratteri divennero rossi come le targhe ordinarie, dalle quali si differenziavano per il materiale (che continuò ad essere il cartone), la mancanza dell'emblema nazionale e la scritta TPAHЗИT, con le lettere rosse allineate in verticale e di dimensioni ridotte, posizionata a sinistra ed anteposta alla numerazione. 
Dal 1996 a fine febbraio del 2000 queste targhe, di cartone pressato, si distinguevano da quelle standard per una T rossa contornata da due linee verticali rosse oppure una T nera all'interno di una banda rossa tra le due lettere nere identificative dell'area di immatricolazione e quattro cifre, anch'esse nere. 
Da marzo del 2000 a maggio del 2004 una T nera con all'interno undici lettere BY bianche era contenuta in una banda rossa che si trovava tra le tre lettere nere che rappresentavano la regione e la numerazione a quattro cifre, anch'esse di colore nero.

## Targhe speciali
- - Auto ufficiale del Presidente della Repubblica (targa anteriore)
- - Auto ufficiale del Presidente della Repubblica (targa posteriore)
- - Corpo consolare o Corpo diplomatico nelle targhe su doppia linea di rimorchi, motocicli e scooter
- - Corpo consolare[6]
- - Corpo diplomatico, missioni diplomatiche, rappresentanze di organizzazioni internazionali[6]
- - Veicoli intestati a organizzazioni internazionali oppure a banche estere, società straniere o joint venture[7]
- - Veicoli intestati a stranieri o ad apolidi[7]

### Codici speciali terminati
a) Nel 1996:

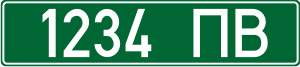
Modello di targa pre-2007 di un veicolo delle Truppe di frontiera

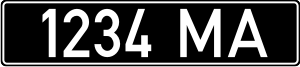
Esempio di vecchio formato per mezzi dell'Esercito

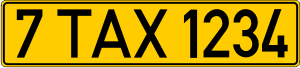
Targa di un taxi della prima serie, terminata nel 2010

- D2 - Corpo diplomatico, Corpo consolare (nero su giallo)

b) Nel 2004:
- K - Corrispondenti, agenzie di stampa o media esteri (nero su giallo)
- T - Personale tecnico-amministrativo di missioni diplomatiche (nero su giallo)

c) Nel 2007:
- ПB - Truppe di frontiera (Памежныя Вoйскі, bianco su verde)
- XX (X = lettera dell'alfabeto cirillico) -  Ministero della Difesa, Esercito (bianco su nero)

c) Nel 2009:
- MM - Truppe Interne (bianco su rosso)

d) Presumibilmente negli ultimi mesi del 2019:
- TAX, TBX, TEX - Taxi (nero su giallo)[9]